# Fernando Lázaro Carreter
Fernando Lázaro Carreter (Saragossa, 13 d'abril de 1923 - Madrid, 4 de març de 2004) fou un filòleg, periodista, lingüista i membre de la Real Academia Española.

## Biografia
Va néixer el 13 d'abril de 1923 a la ciutat de Saragossa, on va assistir a l'Institut Goya per realitzar els seus estudis de batxillerat. Va començar els seus estudis superiors a la Facultat de Filosofia i Lletres de Saragossa, i l'any 1945 es va llicenciar en Filologia Romànica per la Universitat Complutense de Madrid, aconseguint el doctorat l'any 1947 en aquesta universitat.
Posteriorment fou catedràtic de Lingüística General i Crítica Literària a la Universitat de Salamanca, i de Llengua Espanyola a la Universitat Autònoma de Madrid. També va ser fundador del "Departament d'Espanyol Urgent" de l'Agència EFE. L'any 1972 va ingressar a la Reial Acadèmia Espanyola, ocupant el seient "R", i esdevenint el seu president entre 1991 i 1998, i que fou el responsable d'obrir l'entitat a la societat i als mitjans de comunicació.
L'any 1983 fou guardonat amb la Creu de Sant Jordi per la Generalitat de Catalunya, l'any 1990 amb el Premi Aragó, el 1993 amb la primera edició del Premi Blanquerna i el 1994 li fou atorgat el VIII Premi Internacional Menéndez Pelayo.
Va morir el 4 de març de 2004 a la ciutat de Madrid.

## Activitat professional
Durant anys va contribuir en diferents diaris, especialment a l'ABC i El País amb la columna El dardo en la palabra ("El dard en la paraula"). En aquesta secció criticava els freqüents errors que es cometen en la utilització del castellà. L'any 1997 es va publicar un llibre del mateix títol que recopilava aquests articles i va tenir un notable èxit. La segona edició del llibre titulat El nuevo dardo en la palabra ("El nou dard en la paraula") va aparèixer el 2003 i recull els seus escrits entre 1999 i l'any 2002.
Autor juntament amb els seus col·laboradors de nombrosos llibres escolars, el seu "Lengua de COU" és especialment recordat, així com el seu mètode de comentari de textos.
És autor, durant la seva joventut, i signat amb el pseudònim de Fernando Ángel Lozano l'obra teatral La ciudad no es para mí ("La ciutat no és per mi"). Aquesta obra va ser duta al cinema per Pedro Lazaga l'any 1965 amb el mateix nom, i protagonitzada per Paco Martínez Soria amb un guió cinematogràfic escrit per Vicente Coello i Pedro Masó. Aquesta pel·lícula va gaudir d'un enorme èxit i popularitat, sent encara avui en dia una de les més representatives de l'actor Paco Martínez Soria.

## Obra seleccionada
- 1945: El habla de Magallón. Notas para el estudio del aragonés vulgar
- 1949: Las ideas lingüísticas en España durante el siglo XVIII
- 1963: Diccionario de términos lingüísticos
- 1965: Francisco de Quevedo, Vida del Buscón
- 1966: Estilo barroco y personalidad creadora
- 1973: El Lazarillo de Tormes en la Picaresca
- 1979: ¿Qué es literatura?
- 1979: Introducción a la poesía de Vicente Aleixandre
- 1980: Estudios de lingüística
- 1980: De poética y poéticas
- 1986: Estudios de poética (La obra en sí)
- 1989: Cómo se comenta un texto literario
- 1997: El dardo en la palabra
- 2002: Clásicos españoles: de Garcilaso a los niños pícaros
- 2003: El nuevo dardo en la palabra